# Daoukro
Daoukro es un departamento de la región de Iffou, Costa de Marfil. En mayo de 2014 tenía una población censada de 159 085 habitantes.
Se encuentra ubicado en el centro-este del país, cerca de la orilla occidental río Komoé.